# دهم (قبيلة)
قبيلة دهم قبيلة عربية من قبائل همدان تسكن قبيلة دهم في جنوب الجزيرة العربية في اليمن في محافظة الجوف وقد هاجرت بعض القبائل مثل آل مبارك إلى المملكة العربية السعودية قبل ١٠٠ سنة تقريباً وسكنت فيها ونشرت العلم مثل آل مبارك و آل حامد في منطقة جازان  (وكونت حلف مع (بني مبارك ) ويقطنون ( صامطة و في صبيا وفي ابو عريش ) وفي نجران و عسير و الرياض وكونت حلف معهم. ويربط بين قبائل دهم السعودية و اليمن النسب ، وقد لُقبت بدهم الحمراء أو دهم شرابة الدم وقد قيل إن سبب التسمية هو لكثرة الحروب التي خاضتها وشراستهم في خوض المعارك والغزوات.

## النسب
دهمة (اسم رجل) بن شاكر بن ربيعة بن الدعام بن مالك بن معاوية بن صعب بن دومان بن بكيل بن جشم بن خيران بن نوف بن بتع بن زيد بن عمرو بن همدان بن مالك بن زيد بن أوسلة بن ربيعة بن الخيار بن مالك بن زيد بن كهلان بن سبأ بن يشجب بن يعرب بن قحطان بن النبي هود عليه السلام.

## ثناء الإمام علي على همدان التي منهاقبيلةدهم
قال فيهم علي بن أبي طالب رضي الله عنه يوم الجمل شعرا:
لِهمْدانَ أخلاقٌ ودينٌ يَزِينُهم... وبأسٌ إذا لاقَوْا وحسنُ كلامِ
فلو كنتُ بواباً على باب جنَّةٍ... لقلتُ لهمْدانَ: ادخُلوا بسلامِ
وقال فيهم يوم الجمل لو تمت عدتهم ألف رجل؛ لعُبِد الله حق عبادته،
وكان إذا رآهم تمثل بقول الشاعر:
ناديت همدان والأبواب مغلقة... وبمثل همدان تنال فتحة الباب
هم كالمهند وإن تقلل مضاربه... وجه جميل وقلب غير وجّاب

## أقسام قبيلة دهم
1- ذو حسين:
- ذو يحيى: ومنهم: ذو حميدان - آل حمد.
- الزواملة: ومنهم: آل شنان - الربعة - الشولان - آل كدادة.
- بني حطبان.

نسب ذو حسين: حسين بن غيلان بن محمد بن شبعان بن نسر بن عمرو بن دهمة بن شاكر.
2- ذو محمد: ومنهم: ذو موسى - آل صلاح - آل دمينة - آل أحمد بن كول - ذو زيد.
نسب ذو محمد: محمد بن غيلان بن محمد بن شبعان بن نسر بن عمرو بن دهمة بن شاكر.
3- بني نوف: ومنهم:
- آل يحيى وهم: آل عيوة - آل معيان - آل داؤود.
- آل إبراهيم وهم: آل صيدة - آل ريا ومنهم: المتاعبة - آل شعلان.
- المرازيق.

4- همدان: ومنهم: آل عبيد - آل صالح -آل علي - آل كثير - الفقمان - الخواطرة - الشجن - آل بريق - آل خضير
5- المعاطرة: ومنهم: آل ناوي - الشعوان - آل كزمان - آل المياح - آل يعقوب - آل داوود.

7- العمالسة: ومنهم: آل مسعود - آل قريعة - آل هجلان - آل قاصر - آل نورة - آل جبوع - آل سبولة - آل سبتة.
8- آل مسعود:
- المهاشمة: ومنهم: آل حريدان - العبصة - الوحرة - آل ثعيلن - آل صويع - المعالفة - آل قريع.
- ذو علي

9- آل سالم
10- آل ذوي:
- آل مهدي
- آل غانم
- آل معمور منهم: آل عطية
- آل جابر

11- الشداودة:
- العبدة
- آل جاسر
- آل بوزايد
- الجخادبة

12- المحابيب وآل مسلم

## شيوخ قبيلة دهم
من شيوخ قبائل دهم على سبيل الذكر لا الحصر:
1-الشيخ/ ناجي بن عبد العزيز الشايف وهو كذلك شيخ مشايخ بكيل وكبير مشايخ اليمن.
2-الشيخ/ امين بن علي العكيمي.
3-الشيخ/ خالد بن خرصان بن محليه المرواني وهو أبرز مشائخ قبيلة ذي حسين دهم وعضو مؤتمر الرياض لإنقاذ اليمن.

## موطن قبيلة دهم... موطن مملكة معين القديمة
موطن قبيلة دهم محافظة الجوف وكانت الجوف موطن مملكة معين القديمة.
وتعد محافظة الجوف من أهم المناطق الاستراتيجية التي ترتبط بالعاصمة صنعاء من جهة الشمال الشرقي، وتضم 12 مديرية يتركزأغلبها في جنوب وغرب المحافظة، التي تبعد عن العاصمة صنعاء مسافة 143 كلم.
لقد تميزت منطقة الجوف بالحكم القبلي وشرع الله حتى هذه اللحظة واحترامهم لها ولم تستطع الحكومة اليمنية السيطرة الكاملة على هذه المحافظة وذلك لكثرة السلاح لدى القبائل فيها وتنوع.
كما ان عدم دعم الحكومة واهتمامها للتعليم ادى إلى انتشار الجهل ولا زالت الثارات القبلية موجودة فيها اما بالنسبة للصحة ادى اهمالها إلى انتشار بعض الامراض التي كان من الممكن التصدي لها مبكراً مثل شلل الأطفال، والبنية التحتية والفوقية التي لا زات مباني المحافظة من الطين وقد يسكن البعض في الخيام والمواصلات لا زالت المنطقة طرقها غير معبده حتى خطوط الهاتف لا توجد الا الهواتف المحمولة وقد تكون لا تصل لجميع انحاء المحافظة بسبب ضعف شبكة الاتصال، والكهرباء لا تصل لجزء كبير من المحافظة ما يقارب 90٪ اما الزراعة فلا زال نظام الري الري التقليدي الذي يهدر الماء ويساعد على نمو الاعشاب الضارة بالتربة اما الثروة الحيوانية ادا اهمالها إلى ضعف الإنتاج الحيواني ونظام الرعي الجائر الذي يساهم بشكل كبير في التصحر.
امتدادها تمتد مناطقها الشرقية والشمالية على طول الصحارى القاحلة المرتبطة بالحدود السعودية، فيما تتوزع مديراتها السكانية في الجهة الجنوبية الغربية، وهي 12 مديرية هي ((خب والشعف، الحميدات، المطمه، الزاهر، الحزم، المتون، المصلوب، الغيل، الخلق، وبرط العنان، ورجوزه، خراب المراشي))، بحسب الدراسات العلمية فهناك مؤشرات لوجود النفط والغاز، لكنها لم تنقب حتى الآن.
تعد الجوف موطن مملكة معين
القديمة، ويشكل سكانها ما نسبته
2٫3 في المائة من إجمالي سكان
اليمن تقريبًا، تشكل الزراعة وتربية
الحيوانات النشاط الرئيسي لسكان
المحافظة، ويمكن أن تكون المحافظة
إقليما زراعيًا، تشكل المحاصيل
الزراعية ما نسبته 28 في المائة من
إجمالي الإنتاج الزراعي باليمن، من
أهم محاصيلها الزراعية الحبوب
والخضراوات والفواكه والأعلاف.
وتضاريس محافظة الجوف يغلب
عليها الطابع السهلي، إذ تتداخل
مع صحراء الربع الخالي، وتتميز
بمناخ صحراوي. ومعالم السياحة
في المحافظة متنوعة، ومن أهم المدن
الأثرية مدينة قرناو، البيضاء السوداء وفيها معبد قديم يقال له بنات عاد، مدينة براقش، خربة همدان.